# Comesperma rhadinocarpum
Comesperma rhadinocarpum är en jungfrulinsväxtart som beskrevs av F. Müll.. Comesperma rhadinocarpum ingår i släktet Comesperma och familjen jungfrulinsväxter. Inga underarter finns listade i Catalogue of Life.